# Liste der Deutschen Meister im 10-km-Gehen
Das 10-km-Gehen hat in der deutschen Leichtathletik keine besonders große Rolle gespielt. Die Distanz der Gehstrecken im Straßengehen hat sich in den ersten Jahrzehnten der Austragung von Wettkämpfen seit Ende des 19. Jahrhunderts national und international bis in die 1950er Jahre immer wieder verändert. Im Gehen der Männer etablierte sich zunächst die Streckenlänge von 50 Kilometern, die Länge der zweiten Gehstrecke betrug dann ab Mitte der 1950er Jahre 20 Kilometer. In Deutschland wurde das Gehen über 10 km bei den Deutschen Meisterschaften der Männern nur in der DDR ausgetragen, und zwar von 1950 bis 1955 sowie noch einmal 1987. Später gab es den Wettbewerb bei Deutschen Meisterschaften noch in der Form des Bahngehens – siehe Liste der Deutschen Meister im 10.000-Meter-Bahngehen.
Bei den Frauen kam der Gehsport erst 1980 erstmals in das Programm bei Deutschen Leichtathletik-Meisterschaften, zunächst über die Distanz von 5 Kilometern. Später wurde die Streckenlänge im Straßengehen der Frauen zweimal umgestellt. Bei den Meisterschaften der Bundesrepublik Deutschland wurde das 10-km-Gehen von 1987 bis 1990 angeboten, anschließend bei den gesamtdeutschen Meisterschaften von 1991 bis 1997. Seit 1998 beträgt die Streckenlänge der Meisterschaften im Straßengehen auch bei den Frauen 20 Kilometer. In der DDR wurden im 10-km-Gehen der Frauen von 1985 bis 1989 Meisterinnen ermittelt. Später war diese Distanz bei den Frauen nur noch zweimal als Bahnwettbewerb im Meisterschaftsprogramm – siehe Liste der Deutschen Meister im 10.000-Meter-Bahngehen.
Eine zusätzliche Mannschaftswertung gab es bei den Deutschen Meisterschaften außer 1995 von 1987 bis 1997 bei den Frauen, als diese Distanz als Straßengehen für Frauen auf dem Programm stand. 1990 und 1994 blieb das Resultat inoffiziell, da nur ein Team in die Wertung kam. Die Reihenfolge der Vereine ergab sich in allen Jahren aus der Addition der Einzelzeiten der jeweils besten drei Läufer eines Vereins.

## Deutsche Meisterschaftsrekorde
| Einzelwertungen      | Männer | für Männer nur sieben Mal in der DDR ausgetragen | für Männer nur sieben Mal in der DDR ausgetragen                 | für Männer nur sieben Mal in der DDR ausgetragen | für Männer nur sieben Mal in der DDR ausgetragen |
| Einzelwertungen      | Frauen | 43:12 min                                        | Beate Anders (LAC Halensee Berlin)                               | Kerpen-Horrem                                    | 23. Mai 1993                                     |
| Mannschaftswertungen | Männer | für Männer nie ausgetragen                       | für Männer nie ausgetragen                                       | für Männer nie ausgetragen                       | für Männer nie ausgetragen                       |
| Mannschaftswertungen | Frauen | 2:19:52 h                                        | LAC Halensee Berlin (Beate Anders, Simone Thust, Sandra Priemer) | Kerpen-Horrem                                    | 23. Mai 1993                                     |

## Gesamtdeutsche Meisterinnen von 1991 bis 1997 (DLV)
Das 10-km-Gehen wurde in diesen Jahren nur für Frauen ausgetragen.
| Jahr | Ort           | Datum     | Athletin                                         | Zeit [min] |
| ---- | ------------- | --------- | ------------------------------------------------ | ---------- |
| 1997 | Naumburg      | 25. Mai   | Beate Gummelt, geb. Anders (LAC Halensee Berlin) | 43:24      |
| 1996 | Naumburg      | 28. April | Beate Gummelt, geb. Anders (LAC Halensee Berlin) | 43:38      |
| 1995 | Boppard       | 25. Mai   | Beate Gummelt, geb. Anders (LAC Halensee Berlin) | 44:32      |
| 1994 | Offenburg     | 1. Mai    | Beate Gummelt, geb. Anders (LAC Halensee Berlin) | 43:58      |
| 1993 | Kerpen-Horrem | 23. Mai   | Beate Anders (LAC Halensee Berlin)               | 43:12      |
| 1992 | Berlin        | 19. April | Beate Anders (LAC Halensee Berlin)               | 43:18      |
| 1991 | Naumburg      | 21. April | Beate Anders (LAC Halensee Berlin)               | 44:18      |

## Meisterinnen in derBundesrepublik Deutschlandvon 1987 bis 1990 (DLV)
Das 10-km-Gehen wurde in diesen Jahren hier nur für Frauen ausgetragen.
| Jahr | Ort      | Datum       | Athletin                                 | Zeit [min] |
| ---- | -------- | ----------- | ---------------------------------------- | ---------- |
| 1990 | Baunatal | 14. Oktober | Renate Warz (LG Mainburg-Niederaichbach) | 49:01      |
| 1989 | Boppard  | 22. Oktober | Andrea Brückmann (LAZ Lahn-Aar-Diez)     | 47:09      |
| 1988 | Eschborn | 24. April   | Barbara Kollorz (LG OSC/TSG Osnabrück)   | 49:24      |
| 1987 | Bremen   | 11. Oktober | Catrin Rudolph (Eintracht Frankfurt)     | 48:50      |

## Meister in derDDRbzw. derSBZvon 1950 bis 1989 (DVfL)
| Jahr      | Ort                          | Datum                        | Männer                                     | Männer                                  | Frauen                                  | Frauen                                  |
| Jahr      | Ort                          | Datum                        | Athlet                                     | Zeit [min]                              | Athletin                                | Zeit [min]                              |
| --------- | ---------------------------- | ---------------------------- | ------------------------------------------ | --------------------------------------- | --------------------------------------- | --------------------------------------- |
| 1989      | Neubrandenburg               |                              | Wettbewerb für Männer nicht ausgetragen    | Wettbewerb für Männer nicht ausgetragen | Beate Anders (TSC Berlin)               | 44:44                                   |
| 1988      |                              |                              | Wettbewerb für Männer nicht ausgetragen    | Wettbewerb für Männer nicht ausgetragen | Beate Anders (TSC Berlin)               | 46:28                                   |
| 1987      |                              |                              | Axel Noack (TSC Berlin)                    |                                         | Beate Anders (TSC Berlin)               | 46:20                                   |
| 1986      |                              |                              | Wettbewerb für Männer nicht ausgetragen    | Wettbewerb für Männer nicht ausgetragen | Ines Estedt (SC Dynamo Berlin)          | 50:07                                   |
| 1985      | Dresden                      | 3. August                    | Wettbewerb für Männer nicht ausgetragen    | Wettbewerb für Männer nicht ausgetragen | Ulla Klaedtke (ASK Vorwärts Potsdam)    | 50:54,0                                 |
| 1956–1984 | Wettbewerb nicht ausgetragen | Wettbewerb nicht ausgetragen | Wettbewerb nicht ausgetragen               | Wettbewerb nicht ausgetragen            | Wettbewerb nicht ausgetragen            | Wettbewerb nicht ausgetragen            |
| 1955      |                              |                              | Siegfried Lefanczik (Chemie Genthin)       | 46:16                                   | Wettbewerb für Frauen nicht ausgetragen | Wettbewerb für Frauen nicht ausgetragen |
| 1954      |                              |                              | Hans-Joachim Kolletzki (Einheit NO Berlin) | 46:43                                   | Wettbewerb für Frauen nicht ausgetragen | Wettbewerb für Frauen nicht ausgetragen |
| 1953      |                              |                              | Max Weber (Dynamo Leipzig)                 | 48:03                                   | Wettbewerb für Frauen nicht ausgetragen | Wettbewerb für Frauen nicht ausgetragen |
| 1952      |                              |                              | Hans-Joachim Kolletzki (Einheit NO Berlin) | 52:34                                   | Wettbewerb für Frauen nicht ausgetragen | Wettbewerb für Frauen nicht ausgetragen |
| 1951      | Erfurt                       | 13. bis 15. Juli             | Hans-Joachim Kolletzki (Einheit NO Berlin) | 49:30                                   | Wettbewerb für Frauen nicht ausgetragen | Wettbewerb für Frauen nicht ausgetragen |
| 1950      |                              |                              | Horst Voigt (Dresden)                      | 50:53                                   | Wettbewerb für Frauen nicht ausgetragen | Wettbewerb für Frauen nicht ausgetragen |

## Mannschaftswertung: Gesamtdeutsche Meisterinnen von 1991 bis 1997 (DLV)
| Jahr | Ort           | Datum     | Verein                                                                                        | Zeit [h]                                        |
| ---- | ------------- | --------- | --------------------------------------------------------------------------------------------- | ----------------------------------------------- |
| 1997 | Naumburg      | 25. Mai   | LAZ Leipzig (Annett Amberg, Ute Vollmann, Winnie Eckhardt)                                    | 2:28:02                                         |
| 1996 | Naumburg      | 28. April | TV 1846 Groß-Gerau (Nicole Best, Brigitte Berger, Dania Werner)                               | 2:44:54                                         |
| 1995 | Boppard       | 25. Mai   | in diesem Jahr keine Teamwertung für die Frauen                                               | in diesem Jahr keine Teamwertung für die Frauen |
| 1994 | Offenburg     | 1. Mai    | LAC Halensee Berlin (Beate Gummelt – geb. Anders, Simone Thust, Sandra Priemer) – inoffiziell | 2:19:41                                         |
| 1993 | Kerpen-Horrem | 23. Mai   | LAC Halensee Berlin (Beate Anders, Simone Thust, Sandra Priemer)                              | 2:19:52                                         |
| 1992 | Berlin        | 19. April | LAC Halensee Berlin (Beate Anders, Simone Thust, Sandra Priemer)                              | 2:20:00                                         |
| 1991 | Naumburg      | 21. April | LAC Halensee Berlin (Beate Anders, Simone Thust, Sandra Priemer)                              | 2:25:29                                         |

## Mannschaftswertung: Meisterinnen in derBundesrepublik Deutschlandvon 1987 bis 1990 (DLV)
| Jahr | Ort      | Datum       | Verein                                                                              | Zeit [h] |
| ---- | -------- | ----------- | ----------------------------------------------------------------------------------- | -------- |
| 1990 | Baunatal | 14. Oktober | LG Mainburg-Niederaichbach (Renate Warz, Brigitte Buck, Gabi Daffner) – inoffiziell | 2:32:38  |
| 1989 | Boppard  | 22. Oktober | LG Mainburg-Niederaichbach (Renate Warz, Brigitte Buck, Gabi Daffner)               | 2:31:14  |
| 1988 | Eschborn | 24. April   | LG Mainburg-Niederaichbach (Brigitte Buck, Renate Warz, Gabi Daffner)               | 2:34:45  |
| 1987 | Bremen   | 11. Oktober | LG Mainburg-Niederaichbach (Brigitte Buck, Renate Warz, Gabi Daffner)               | 2:32:47  |